# 康沃尔人
康瓦爾人是英国康沃尔的原住族群，是英國承認的其中一種少數民族。:108其根源可以追溯到在羅馬征服之前居住在英國中南部的凱爾特布立吞人。:379如今，許多康瓦爾人仍堅持擁有其獨特民族身份，並在海外僑民及康瓦爾當地的後代中受到歡迎。在英國人口普查中，雖然康瓦爾人並沒有作為預設的選項之一，但政府已有承認並統計了那些自稱擁有康瓦爾族裔和民族身份的人。
在古典時代，凱爾特布立吞人在大不列顛島上逐漸形成了部落、文化和身份認同；到了鐵器時代，凱爾特部落中的杜莫尼人和科諾維人開始在該地發展，並在羅馬時期和後羅馬時期遷居到了後來的康瓦爾地區，而康瓦爾的名稱即源自於凱爾特的科諾維人。:160:2-3盎格魯-撒克遜人在5世紀和6世紀之間入侵和定居於不列顛島，因而限制了羅馬文化傳入大不列顛島的北部和西部。:160而南部和東部的居民則成為了英格蘭人。康瓦爾人與海峽對岸的威爾斯人和布列塔尼人共用布立吞亞支語言，被古英語稱為「西威爾斯人」（Westwalas）。:160後來發生的迪拉姆戰役被認為是導致康瓦爾人與威爾斯人之間失去陸路聯繫的因素之一。:160
康瓦爾人及其使用語言康瓦爾語在中世紀和近現代之間經歷了一個盎格魯化和消退的過程。到了18世紀，隨著大不列顛王國的建立，康瓦爾語和文化逐漸消失而被英語及英格蘭文化所取代，但也有受到康瓦爾影響的西部方言和康沃尔英语存續下來。:360:5420世紀初時的凱爾特復興使得康瓦爾地區的人民開始復興其原有文化，並重振了康瓦爾語。康瓦爾語於2002年獲得了《歐洲區域或少數民族語言憲章》的正式認可，並於2014年自《國家少數民族保護框架公約》中得到了英國政府的承認和保護。
在2021年的英國人口普查中，包括锡利群岛在內的康瓦爾人大約有570,300人。康瓦爾民族主義運動是推廣康瓦爾文化、政治和語言的主力，他們也呼籲給予康瓦爾人更高的地位，例如將其列為2011年及2021年的英國人口普查的表格中的預設民族群體之一。

## 歸類與民族認同

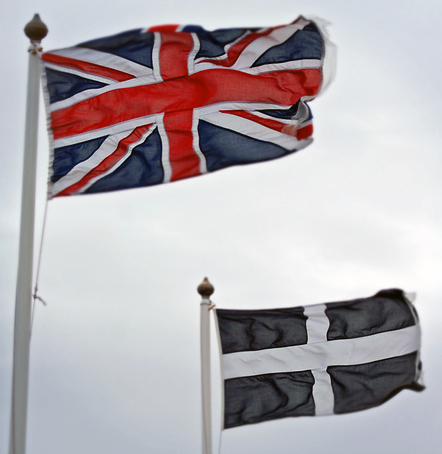
英國國旗與康瓦爾郡的聖皮瑞旗

因為地理和歷史因素，在2012年牛津大学對康瓦爾郡及鄰近的英文及德文人口的研究中，康瓦爾人被證實是一支相當獨特的民族群體，具有較為獨特的基因差異。:243-244在整個中世紀和近現代英國歷史中，康瓦爾人在某些時期中被視為是一個獨立的種族或國家，並擁有自己的語言、社會和風俗，並曾擁有類似英格蘭人和威爾斯人的地位。在1485—1700年間，受到盎格魯化的影響，康瓦爾人開始接受了來自英格蘭人的語言和文化，康瓦爾歷史學家阿爾弗雷德·萊斯利·羅斯認為當時「康瓦爾人逐漸地融入了英國主流生活」。儘管在身份政治的層面上，被一些人認為「太過於現代（英格蘭）化」和「幾乎只是在懷舊」，但自20世紀末以來，仍有勢力在嘗試復興並推動這些康瓦爾民族才有的獨特文化。:381在2001年的英國人口普查中，雖然沒有直接的「康瓦爾人」選項可選，但在康瓦爾郡內仍有大約34,000人和英國其他地區的3,500人在「其他民族」欄位中寫下「康瓦爾人」，整體接近康瓦爾郡總人口的7%。在該年的普查數據顯示，這一康瓦爾人的認同度由東向西漸增，卡拉登有5.6％的人自認為是康瓦爾人，北康瓦爾有6％，里斯托默爾有6.3％，卡里克有6.6％，凱里爾有7.5％，彭威斯則有9.2％。對這些數據進行加權處理後，可得出康瓦爾地區有154,791人認為自己具有康瓦爾人的身份。
英國人依其構成國一般被分為四種人：英格蘭人、北愛爾蘭人、蘇格蘭人和威爾斯人。而康瓦爾人被認為是英格蘭人中的特例，是一個「種族」而非一種「地區身份」。:270自1990年代開始，有人認為將康瓦爾人視為與這四種人同等的民族概念「正在從康瓦爾以外的大眾意識中消逝」，因而造成民族主義者朝著「被承認是與英格蘭人不同的群體」的方向而奮鬥。:381隨著後來歐洲聯盟的建立和政府權力的下放，英國政治結構的變革被認為是20世紀末康瓦爾人身份和獨特性逐漸顯露的主要因素之一。至此起經過數十年的民族運動後，英國政府在2014年正式承認康瓦爾人為國內的少數民族，並根據欧洲委员会《國家少數民族保護框架公約》，賦予康瓦爾人與其它四種人相同的地位。
康瓦爾地區的居民可能會具有多重的政治及身份上不同程度的認同，例如「首先是康瓦爾人，其次是英國人」、「康瓦爾人、英國人和歐洲人」，或像英格蘭欖球代表隊球員菲爾·維克里一樣，將自己描述為「康瓦爾人」和「英國人」。:160而另一位國際橄欖球員喬希·馬塔維西則認為自己是「康瓦爾—斐濟混血」和「康瓦爾人」，而非英格蘭人。
一次普利茅斯大学在2000年的調查中發現，康瓦爾郡內有30%的兒童認為自己是「康瓦爾人，不是英格蘭人」。另一次在2004年由摩根士丹利主辦的國家認同調查也發現，在康瓦爾地區有44%的受訪者認為自己是康瓦爾人，而不是英國人或英格蘭人。2008年，由艾希特大學在康瓦爾地區16個城鎮進行的研究發現，有59%的人覺得自己是康瓦爾人，41%的人覺得「比起英格蘭人，更像是康瓦爾人」；且其中有超過三分之一的受訪者表示康瓦爾是他們主要的民族身份。家譜和家族歷史被認為是將自己認定為康瓦爾人的主要因素，當中那些具有這種聯繫的人的康瓦爾人認同則更為強烈，同時在該地區出生也被視為重要的認同因素之一。同一年，愛丁堡大學也對康瓦爾地區的15—16歲學童進行調查，當中有58%的受訪者認為自己「相當」或「非常」認同自己是康瓦爾人；另外42%並沒有如此表示的人被推測是因為其家族是在二十世紀下半時才遷入該地，所以認同感不強。
2010年，愛丁堡大學對整個康瓦爾地區進行關於當代康瓦爾身份認同的研究，並發現「康瓦爾身份的認同強度由西側至東側向呈遞減趨勢」。因為農民被認為是最客觀代表康瓦爾特色的社會專業群體，因此該調查在農業社區中進行。所有參與者都將自己歸類為康瓦爾人，並將康瓦爾作為他們主要的民族群體取向。西部的人主要認為自己是「康瓦爾人及英國人」或「康瓦爾人及凱爾特人」，而東部的人則傾向於認為自己是「康瓦爾人和英格蘭人」。在康瓦爾西側所有自認為「是康瓦爾人而不是英國人」的參與者都毫不猶豫地認為康瓦爾東側的人與自己一樣都是康瓦爾人，而那些自認為是「康瓦爾人和英國人」的人則強調比起英國人的身份，康瓦爾人是他們更為重要的身份。這項研究跟另一份在1988年的研究中同樣觀察到康瓦爾人與英格蘭人相比較為不重視物質，且康瓦爾人普遍認為英格蘭人或都市人口「不太友好，過於積極地自我宣傳且不關心周遭事物」，而多自認自己是友好、熱情和關懷他人的人。

### 2011年和2021年英國人口普查

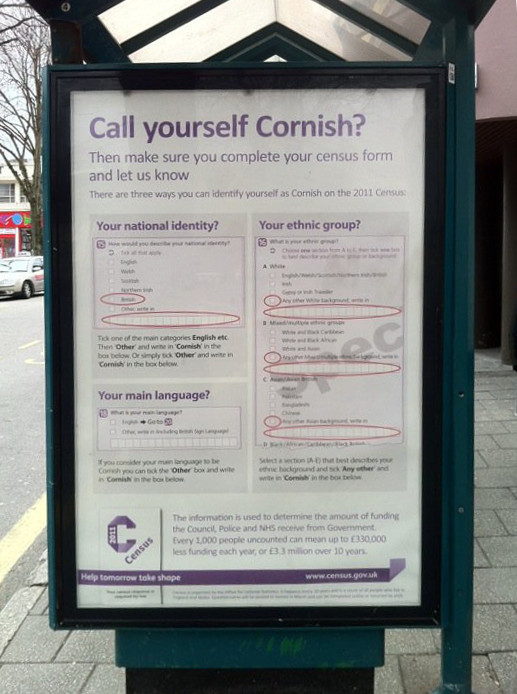
一張於2011年英國人口普查期間貼在康瓦爾郡的海報，告訴人們如何在普查問卷上表達自己是康瓦爾人或康瓦爾民族

在2009年，一場希望能夠在2011年普查中加入康瓦爾選項的運動未能獲得英國議會的支持。因此當地的人口普查組織和康瓦爾議會張貼海報，告訴居民如何在國家身份和民族身份部分填寫康瓦爾來表達自我認同，並在主要語言及出生國家填入康瓦爾語及康瓦爾。
康瓦爾人在人口普查的國家身份中，有一個指定的代碼（06）。而2001年是首次能夠在民族身份的欄位中填寫自己是康瓦爾人，當年一共有37,000人填入該身份。
在英格蘭和威爾斯中，一共有83,499人自稱具有康瓦爾的國家身份。其中有59,456人自稱為「康瓦爾人」，6,261人認為自己是「康瓦爾人和英國人」，17,782人自稱為康瓦爾人並至少有另一種身份。在康瓦爾地區共有73,220人自稱有康瓦爾身份（佔該地人口的14％），其中52,793人（9.9％）僅自稱為康瓦爾人，5,185人（1％）自稱為康瓦爾人和英國人，15,242人（2.9％）自稱為康瓦爾人並至少具有另一種身份。
在蘇格蘭，有467人自稱具有康瓦爾民族身份。其中，254人僅自稱為康瓦爾人，39人自稱為蘇格蘭人和康瓦爾人，174人自稱具有康瓦爾民族身份並至少具有另一種英國身份（不包括蘇格蘭身份）。
在2021年的人口普查中，英格蘭和威爾士有89,084人僅自稱為「康瓦爾人」，10,670人自稱為「康瓦爾人和英國人」。在康瓦爾地區，有79,938人（佔該地人口的14.0％）僅自稱為康瓦爾人，9,146人（1.6％）自稱為康瓦爾人和英國人的組合。

### 校園普查
自2006年的年度學校普查（Pupil Level Annual School Census, PLASC）起，學生可將自己的民族身份登記為康瓦爾人。至此以來自稱為康瓦爾人的人數便從2006年的24％上升到2017年的51％。英國教育部建議父母和監護人可以孩子在小學就讀時確定其族裔身份，而到了中學階段後由他們自行決定自己的民族身份。
| 年份 | 占總體學生比例（％） | 自認是康瓦爾人的學生／學生總數（人） | 來源          |
| ---- | -------------------- | ------------------------------------ | ------------- |
| 2006 | 23.7                 | 17,218／72,571                       | [ 52 ] [ 53 ] |
| 2007 | 27.3                 | 19,988／72,842                       | [ 52 ]        |
| 2008 | 30.3                 | 21,610／71,302                       | [ 54 ]        |
| 2009 | 33.9                 | 23,808／70,275                       | [ 54 ]        |
| 2010 | 37.2                 | 26,140／69,950                       | [ 54 ]        |
| 2011 | 40.9                 | 28,584／69,811                       | [ 51 ]        |
| 2012 | 43.0                 | 30,181／69,909                       | [ 55 ]        |
| 2013 | 46.0                 | 32,254／70,097                       | [ 55 ]        |
| 2014 | 48.0                 | -                                    | [ 56 ]        |
| 2017 | 51.1                 | -                                    | [ 53 ]        |
| 2020 | 45.9                 | -                                    | [ 53 ]        |

## 歷史

### 祖先

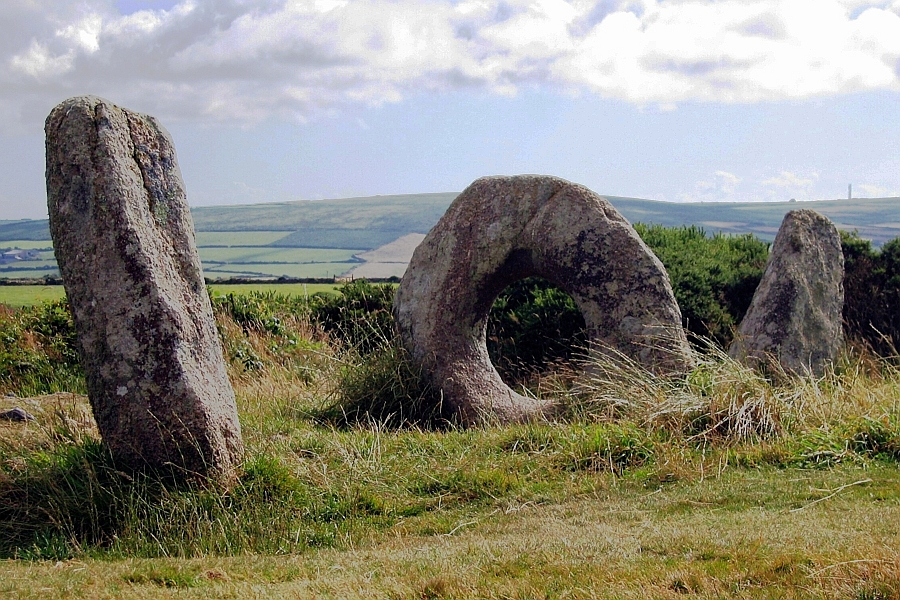
Mên-an-Tol是康瓦爾郡內的數塊立石

在傳統觀點上，康瓦爾人是鐵器時代的凱爾特人後裔，而與英格蘭人關係較遠。英格蘭人大部分以盎格魯-撒克遜人為主，他們自北歐而來並殖民了大不列顛，因此將凱爾特人逼至該地的西部和北部邊緣。然而在2018年的一份DNA研究使這一觀點變得有爭議：該研究指出在青銅時代，大多數自新石器時代以來居住在不列顛的人被钟形杯文化所取代，並認為凱爾特的語言和物質文化是通過文化傳播進入不列顛和愛爾蘭兩地，而不是藉由人口的遷移攜入的。其他遺傳證據表明，儘管盎格魯-撒克遜人的血統在現代英國的基因庫中占有相當重要的地位（一項研究中得出他們在英格蘭東部地區平均貢獻了38％的基因），但他們當時並未完全取代掉先前在此的居民。一項2015年的研究發現，現代康瓦爾人的血統中所含的安格魯-撒克遜人血統比起英格蘭中南部的人來的少，並也在基因組成上與隔壁的德文郡有所不同。該研究也指出傳統上被認為是「凱爾特人」的人口具有相當的基因多樣性，而並不單一。

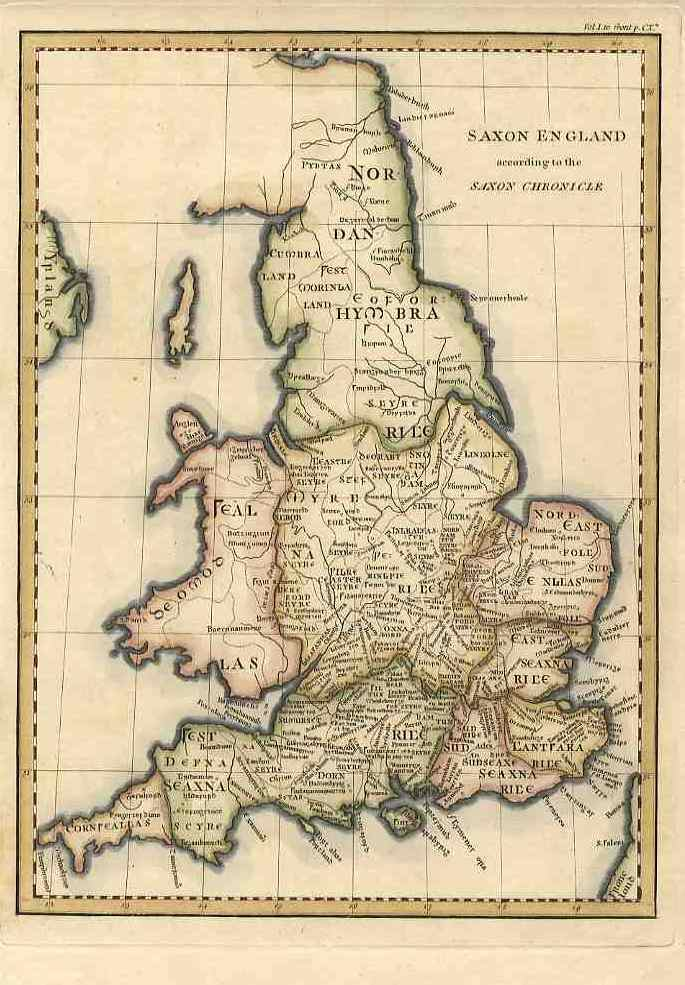
《盎格魯-撒克遜編年史》中的18世紀大不列顛地圖，顯示了康瓦爾（Cornweallas）的位置。

在古典時期，凱爾特布立吞人是一個分裂的民族；儘管他們使用相同的布立吞亞支語言，但是部落社會組成造成了當中的地區社會和其子群體。:1-5例如北方的布里甘特人，及西部的奧陶維斯人、德梅泰人、西留爾人和狄克安格里人。:115-118在大不列顛島西南的康瓦爾地區，則居住著屬於頓諾尼亞王國的達姆諾尼人和康諾威人。:160公元1世纪時羅馬人征服了不列顛，當時被記錄到居於當地的是達姆諾尼人，但後來也有紀錄到被認為可能是前者支系的康諾威人。:161:2雖然羅馬人殖民了大部分的英國中南部，但頓諾尼亞王國幾乎未受到征服或者被其影響，而得以幾乎獨立發展。:360:379:2該地區有時處於他們的統治之下，有時則由頓諾尼亞王室使用公爵或國王的頭銜統治。這個小型王國與歐洲大陸的布列塔尼半岛上的居民有著緊密的語言、政治和文化聯繫；在這個時期，康瓦爾語和布列塔尼語幾乎無法區分，而兩地也都祭拜著同樣的凱爾特聖人。:157
公元410年，羅馬之劫的發生促使羅馬人撤離不列顛島，而康瓦爾地區則隨後迎來了愛爾蘭的凱爾特基督教傳教士，對早期康瓦爾人及其文化、信仰和建築產生了深遠的影響。:379羅馬之劫不只使讓羅馬人撤離，並被視作是衰落的開始，鼓勵了盎格魯-撒克遜人入侵不列顛。盎格魯人、朱特人、弗里西人和撒克遜人等日爾曼民族自歐洲大陸抵達現今英格蘭及蘇格蘭南部的部分地區，並建立了數個小王國，並驅趕了當地的凱爾特布立吞人。其中建立了威塞克斯王國的撒克遜人向西擴展領土，並逐漸靠近了康瓦爾地區。康瓦爾人因此經常與西撒克遜人發生衝突，後者一開始以「Walha」（指陌生人或外來者）來指稱這些住在西方的康瓦爾人，而後來則使用「West Welsh」或「Cornwalas」稱呼。:24-25:160雙方的衝突一直持續到公元936年，英格蘭國王埃塞尔斯坦劃定了塔馬河為兩個民族之間的正式邊界為止，此時康瓦爾成為凱爾特布立吞人最後的避難所，因而促進了康瓦爾身份的獨立發展。:337凱爾特布立吞的文化至此被限制在康瓦爾、一部分德文郡、西北英格蘭、西南蘇格蘭和威爾斯一帶。直到10世紀末，康瓦爾被併入英格蘭王國為止。:379

### 盎格魯化與動亂

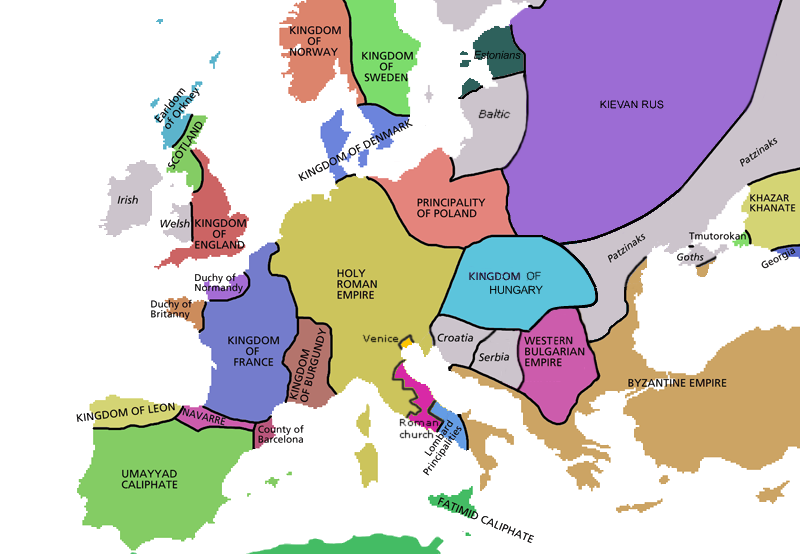
公元998年時的歐洲局勢

1066年，诺曼底公爵「威廉」（後來的威廉一世）率領其軍隊入侵英格蘭，導致了以盎格魯-撒克遜人為主的王室、貴族和教會層級消失，並由諾曼人及其布列塔尼盟友取而代之。:3威廉一開始在其征服的土地上仍保持了大部分的當地文化。英格蘭的各個郡逐漸被威廉一世的同伴們所分割，並成為了當地的新貴族階層。:3而這些英格蘭人最終同化了諾曼人，不過康瓦爾地區的人卻是在卡多克的領導下「堅決抵抗」來自英格蘭文化的影響。:3-4:482康瓦爾伯爵的領地在此時仍保有一度程度上的半主權，直到1067年該伯爵領地被授予威廉一世的同母異父兄弟莫爾坦伯爵羅貝爾為止，自此起盎格魯-諾曼人貴族開始統治了這片土地。:214, 464:2:16在大規模調查該地地理的《末日审判书》中，康瓦爾「幾乎所有」的土地所有者「都有英格蘭名字，無法確定誰是康瓦爾人，誰是英格蘭人」。:6但在中世紀時，英格蘭人和康瓦爾人之間仍然保持了一定的差異性，例如在1173年的特魯羅特許狀裡仍區分了兩者。
在中世紀盛期，康瓦爾伯爵領地先後歸屬於不同的英格蘭貴族。:17-18直到1337年，該伯爵領地被升格為公國，而首任康瓦爾公爵是英格蘭國王愛德華三世的長子黑太子爱德华，國王這安排是為了使其建立起自己的資本。康瓦爾的大部分地區歸康瓦爾公爵及其後繼者所有，是康瓦爾地區內最大的地主。:379英格蘭君主在康瓦爾建立了兩個特殊的行政機構，第一個是康瓦爾公國，第二個是康瓦爾錫礦法院和議會。這兩個機構使「康瓦爾的大眾們相信他們被授予了獨特的憲政地位，以反映他們獨特的文化身份」。但康瓦爾公國的存在使該地逐漸失去了自治的權利，而越來越倚賴於在倫敦的政府。:379到了帝舵時期，康瓦爾人開始認為自己是「一個被英格蘭征服的民族，其文化、自由和繁榮都被英格蘭貶低了」。:53-54這種觀點在1490年代因英格蘭國王亨利七世對貧困的康瓦爾徵收沉重的稅款用以對蘇格蘭國王詹姆斯四世和英格蘭王位覬覦者珀金·沃貝克的軍事行動，以及暫停了康瓦爾錫礦法院的管理特權而加劇。:53-54:21-22在這場於北英格蘭地區的沖突中，康瓦爾人為此提供了「超過他們所能負擔的兵力和水手」，同時加上對「康瓦爾作為英格蘭最貧困的郡」感到不滿，進而爆發了1497年的康瓦爾民變。這場民變原本是為了替慈善事業籌款、榮耀他們的民族文化及向英格蘭國會請願，由托马斯·弗拉曼克和迈克尔·安·戈夫領導自聖凱維爾到倫敦的政治遊行。:53-54:21-22但隨著人潮情緒失控，這場在英國西南部的遊行轉變為一場對國王的暴動。:114

康瓦爾語在1300—1750年間發生了語言替換的現象，康瓦爾人逐漸採用了英語作為他們的主要語言。

直到14世紀中期中古英语開始進入康瓦爾地區前，康瓦爾語是塔馬河以西使用最普遍的語言。1542年，英國旅行家安德魯·博德也寫下在康瓦爾有兩種語言的紀錄，分別是「科尼什語」（Cornysshe）和「英格利斯語」（Englysshe），但康瓦爾實際上可能有很多人無法理解英語。雖然諾曼語被許多英國貴族使用，但康瓦爾語仍被用作通用語，並在偏遠的康瓦爾西部地區更加廣泛地使用。:225許多康瓦爾的乡村贵族也選擇在他們的家族紋章上使用康瓦爾語作為座右銘，顯示當時其語言地位仍然崇高。:226然而自1549年及隨後到來的英格兰宗教改革開始之後，英格蘭國王爱德华六世命令其下所有的教堂必須引入以英文寫成的公禱書，表示使用拉丁語和凱爾特語的習俗和儀式將停止使用。因此在康瓦爾和德文郡引發了公禱書民變，以對《1549年統一法案》禁止在教堂儀式中使用英語以外的語言一事表達抗議，該民變被視為康瓦爾人對康瓦爾語忠誠的證明。:122:226在這次民變中，康瓦爾的博德明和德文郡的桑普福德·考特奈兩地幾乎同時爆發抗議，兩邊的人民在埃克塞特會合，並圍攻該地區最大的新教城市。:26最終民變被以外國僱傭兵的主力鎮壓下來，並導致數百人喪生，因此結束了康瓦爾語作為通用語的地位。:2-3這次改革成為了康瓦爾盎格魯化的工具；新教對康瓦爾人產生了持久的文化影響，使康瓦爾與英格蘭更緊密地聯繫在一起，也使其與布列塔尼人的關係逐漸疏遠。:230
在英格蘭內戰期間，在圓顱黨與骑士党之間一系列的武裝衝突和政治陰謀使英格蘭人和威爾斯人對立。而康瓦爾地區在此期間成為了一個堅定的騎士黨飛地，是「支持騎士黨事業的重要基地」。:113康瓦爾士兵在此期間多被用做偵察和間諜用途，因為他們的語言不被圓顱黨人所理解。:113後來戰爭結束後所帶來的和平，使更多康瓦爾人轉而使用英語，並使更多的英格蘭人湧入康瓦爾。到了17世紀中葉，康瓦爾語的使用已經限縮到極西的地區，引起了古物研究者（如威廉·斯科溫）的關注和調查。:230:113隨著康瓦爾語的消退，康瓦爾人也隨之迎來一個文化適應及同化的過程，逐漸「融入英國生活主流」內。:64

### 工業化、再興到現代
18世紀中到來的第一次工業革命對康瓦爾的人民產生了重大影響。:64:343康瓦爾的經濟完全融入了英格蘭的經濟，其中礦業是康瓦爾人就業和穩定的重要來源。:64:343在工業革命的影響下，礦業經歷了工業化的過程，使得康瓦爾30％的成年人口都在礦業相關的行業工作，並同時將其身分認同與重工業還有蒸汽引擎相連起來。:343康瓦爾的礦業總工程師理查·特里維西克成為「康瓦爾遺產的一部分，就像在古代凱爾特時代的任何傳奇一樣」。:345特里維西克最重要的兩個成就是用於抽出礦井內的積水和廢料的高壓蒸汽機，以及第一輛擁有完整大小且能工作的蒸汽機車，這台蒸汽機車在1804年2月21日達成了世界上第一次的鐵路運輸。
在维多利亚时代修建的大西部鐵路使得來自英國各地的遊客湧入康瓦爾。:164-166直到爱德华时代和战间期，康瓦爾被宣傳成一個僻靜的鄉村、一個「魔幻浪漫的原始土地」，以及「英格蘭早期的化身，一個比被現代化摧殘的英格蘭更加英格蘭的地方」。:164-166康瓦爾是英國唯一擁有亞熱帶氣候的地區，成為英國旅遊的中心，其成為了度假小鎮的海岸線上建起了越來越多的英式平房和別墅。:164-166

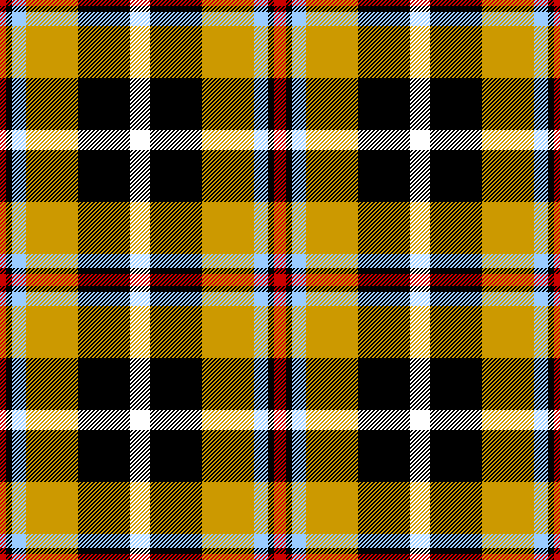
象徵康瓦爾的花呢格紋之一。康瓦爾摺裙和格子圖案象徵著凱爾特復興時期再次發展起來的泛凱爾特主義。

到了19世紀下半葉，康瓦爾經歷了快速的去工業化過程，礦山的關閉被康瓦爾人視為是經濟和文化上的災難。:180-181這個現象加上歐洲浪漫民族主義的興起，促使了凱爾特復興在康瓦爾發生。這個復興浪潮調查了康瓦爾的前工業文化，並以康瓦爾語作為「康瓦爾國籍和民族關係的主要標誌」。1904年，一位凱爾特語言愛好者亨利·詹納出版了《康瓦爾語手冊》（Handbook of the Cornish Language），以嘗試復興康瓦爾語。:644他所建立的拼寫系統單一康瓦爾語即基於18世紀的康瓦爾語。:486
1822年英王喬治四世訪問蘇格蘭，重新振興了蘇格蘭的民族認同，將其與花呢格紋、蘇格蘭裙和蘇格蘭高地的觀念融合在一起。:181隨著20世紀初的泛凱爾特主義日益興起，其中一個康瓦爾人L·C·R·鄧科姆-朱厄爾和康瓦爾語愛好者組織（Cowethas Kelto-Kernuak）提出以康瓦爾裙褶和其格紋作為「所有凱爾特國家共同的民族服飾」。:181:1511924年成立了舊康瓦爾協會聯合會，以促進及保護康瓦爾的凱爾特傳統，之後又成立了相關的非政治團體和民族主義政黨。:160-161, 1681960—1970年代，凱爾特地區之間的交流及興趣增加，也推動了康瓦爾自治運動的普及。:180-181自蘇格蘭、威爾斯和北愛爾蘭從英國分權以來，康瓦爾文化的愛好者一直在嘗試推動在康瓦爾學校正式教授康瓦爾語，而康瓦爾民族主義者則要求康瓦爾獲得更大的政治自治權，例如將康瓦爾地區設立為英國的第五個構成國，並擁有更為獨立的康瓦爾議會。:180-181

## 分佈地區

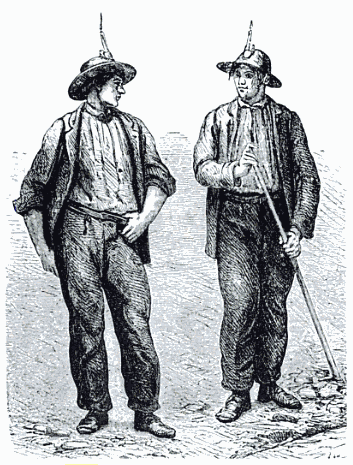
兩名19世紀中葉的康瓦爾礦工。康瓦爾礦業的衰落導致了這些礦工和他們的家庭的大規模流亡，形成了在各地居住的康瓦爾人社區。

康瓦爾人主要分佈於英國康瓦爾郡，但在近現代的地理大发现之後，他們也參與了英國對美洲及其他跨洲際的移民活動。一開始就離開康瓦爾的人並不多，而這些早期移民者則多定居在北美或在加勒比地區的港口跟種植園周遭。
19世紀上半葉，康瓦爾人掌握了錫和銅的熔煉技術，該地也主要以礦業為生。:379然而來自澳洲、馬來亞和玻利維亞的競爭日益激烈，加上礦藏的枯竭等因素，導致了康瓦爾採礦業長達半個世紀的經濟衰退，並引發了大規模的人口遷徙。:379從1861—1901年間，每十年就大約有20%的康瓦爾男性人口會移民至國外，是英格蘭和威爾斯人平均的三倍。1841—1901年間，共有超過25萬人移出。康瓦爾的工程師、農民、商人、礦工和工匠等人才流失至康瓦爾地區外，但其商業和職業專長，特別是在硬岩開採的方面受到了一定程度上的重視。:379在英國國內，康瓦爾人被吸引到東北英格蘭地區，並從事煤礦開採業而賺取了財富。他們大多聚集在蒂斯河附近的地區，並一直持續到21世紀。
19世紀時，康瓦爾移民開始大量地返回了康瓦爾，而移民率在第一次世界大戰後也開始下降。:143康瓦爾人剩餘的海外散居地集中在澳洲、加拿大、南非和美國等英語國家，與世界各地保持緊密聯繫，並促進了基督教新教循道宗的國際傳播能力。:482:25-28「Cousin Jacks」是海外康瓦爾人的一個綽號，據說這源於康瓦爾人在詢問職位空缺時，是否可以由他們在康瓦爾的表兄弟傑克填補的習慣。:243-244:229

### 澳洲

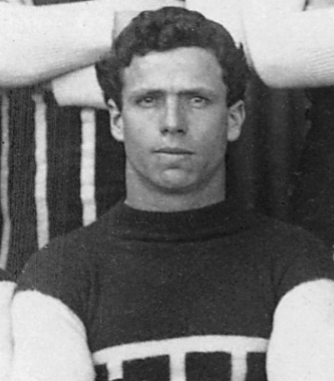
威廉·哈羅德·奧利弗是澳洲康瓦爾移民的兒子，他們住在礦業城鎮沃卡林加中。奧利弗在阿德萊德港澳式足球會中於1910年、1913年和1914年分別獲得全國冠軍三次。

自英國開始殖民澳洲一直到第二次世界大戰後，為數不少的英國人移民至澳洲，並占據了澳洲移民的大多數。於19世紀時，不少康瓦爾人因其擁有豐富的經驗及知識，在康瓦爾當地礦業摔落後被積極鼓勵移民到澳洲。:228數百名康瓦爾礦工及其家庭獲准免費前往澳洲南部，以至於包含約克半島上的Copper Coast一帶形成了一個大型的康瓦爾社區，因此該地有著「小康瓦爾」之稱。:228在1837—1840年期間，所有被贊助前往澳洲南部的移民中，康瓦爾人就占有了15％。:228
康瓦爾移民在該地定居對約克半島的社會、文化和宗教生活產生了深遠的影響。:231不論城鎮遠近，康瓦爾人構建出一個相當大的社區，康瓦爾的身份也被熱烈歡迎，在卡潘達和布拉等偏遠城鎮也是如此。:231康瓦爾人堅定地信奉循道宗，與該地的愛爾蘭天主教徒形成競爭關係。:228卡迪納、蒙塔和沃拉魯等該地城鎮所舉辦的Kernewek Lowender是世界上最大的康瓦爾文化節日，每隔兩年就會吸引數以萬計的遊客前來參加。:229

### 加拿大
16世紀時在纽芬兰岛及其周邊地區的歐洲捕魚業，是最早有康瓦爾人在加拿大境內有活動的紀錄。:379不過康瓦爾人定居於此則是遲至19世紀之前都甚少見。:379英國殖民美洲的行為促使更多康瓦爾人移民到兩加拿大——特別是那些在英國皇家海軍服役的人。:379而英屬北美的建立，則刺激了更多來自康瓦爾的人在北美定居。:379

### 墨西哥

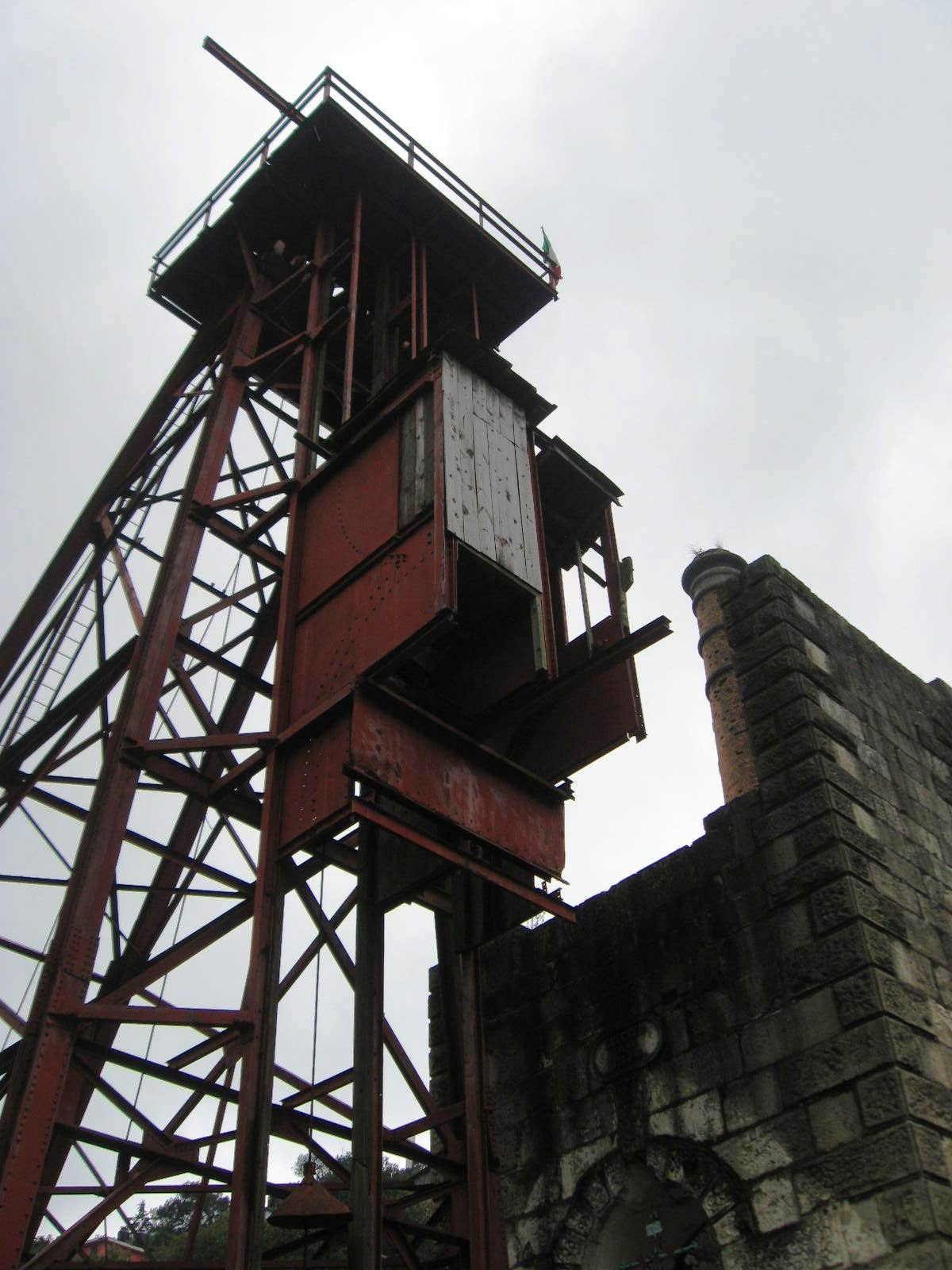
一座位於蒙特雷礦區的銀礦博物館，這是19世紀初康瓦爾人移民到墨西哥的遺產之一。

1825年，一群由60名康瓦爾人組成的隊伍帶著1500公噸的礦業機械從法爾茅斯啟程前往墨西哥中部的蒙特雷礦區，以運用他們的礦業技術和科技來振興因墨西哥獨立戰爭而被忽視的墨西哥銀礦業。在他們的航海旅程後，他們試圖停靠在維拉克魯茲，但被西班牙人驅趕而被迫在莫坎波的海灘上登陸，並將他們的機械從叢林和沼澤拖到聖塔菲。在這段過程中，康瓦爾人和他們的墨西哥助手們感染了黃熱病，導致30名康瓦爾人和100名墨西哥人死亡。這場疾病迫使倖存者們暫時放棄了他們的設備，並躲到海拔10,000英尺（約3,048公尺）的哈拉帕以躲避蚊子。待雨季結束後，康瓦爾人和墨西哥礦工們繼續他們長達250英里（約402公里）的「大遷徙」，並在1826年5月1日運抵海拔10,000英尺（約3,048公尺）高的蒙特雷礦區。康瓦爾人在當地建立起社區後就一直留在墨西哥中部，直至1910年墨西哥革命發生而撤離。雖然康瓦爾人最終遷離該地，但仍留下了一些地方遺產和傳統如餡餅、礦業博物館和康瓦爾墨西哥文化協會等文化。

### 南非
1886年的維瓦特斯蘭掏金熱刺激了大量的康瓦爾礦工移民到南非發展。:142雖然世界各地都有人前來維瓦特斯蘭，但康瓦爾人是當中最具經驗的勞動力，直到第二次波耳戰爭爆發後才撤離。:142

### 美國
大部分康瓦爾到美國的移民被歸類為英國人或英格蘭人，因此統計人數不甚準確。:243-244在北美洲發現了鉛礦和銅礦後，引發了大量康瓦爾礦工移民至該地，並大多集中在密西西比河上游地區。:379到了19世紀初，康瓦爾人的活動範圍已經延伸到密西根上半島，如礦業城鎮伊什珀明。:1, 4419世紀中期的加利福尼亞淘金潮帶來了更多的康瓦爾移民；並導致1890年代加利福尼亚州格拉斯瓦利有超過60%的人口都被估計是康瓦爾人。:379康瓦爾人在格拉斯瓦利留下了頌歌的傳統，並成為了該鎮的「身份象徵」，格拉斯瓦利康瓦爾頌歌合唱團的一些成員還是當時那些定居者的後代。並估計在第一次世界大戰之前，約有10萬人從康瓦爾移民到美國。:243-244

## 文化

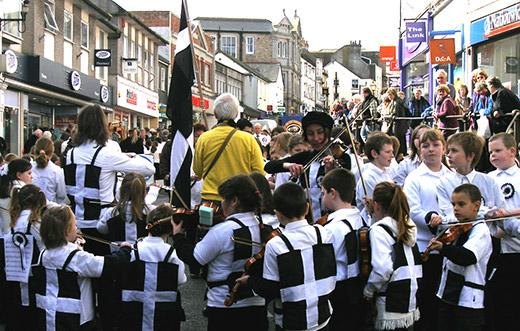
聖皮蘭節是一個在每年3月5日慶祝康瓦爾文化和歷史的節日

康瓦爾的地理孤立性質被認為是其獨特性能夠留下的原因之一。:480, 482雖然康瓦爾文化在與英格蘭文化的交融中受到了盎格魯化的影響，但其根本仍是凱爾特文化的一部分。:379現代的康瓦爾活動家聲稱康瓦爾引擎、聖誕頌歌、拉格比足球和銅管樂隊等數種維多利亞時代的發明，都是康瓦爾傳統的一部分。:379而採礦業是最與康瓦爾文化傳統相關聯的職業，並也影響了食物、象徵和身份認同。:480-481
康瓦爾擁有源自凱爾特血統，自有的基督教聖人，並也有本土化的奉獻儀式。:157聖皮蘭是5世紀的基督教修道院院長，據傳出身愛爾蘭，是錫礦工和康瓦爾的守護聖人。根據流傳的神話，聖皮蘭在古羅馬學習基督教，被愛爾蘭最高國王差點溺死在愛爾蘭海中，但由於上帝的旨意，他漂流到康瓦爾的佩倫波斯，傳講福音。聖皮蘭的旗幟是一面黑底上有一個居中的白色十字，於1838年開始被認為是康瓦爾的標誌，之後被凱爾特復興運動者重新引入而成為康瓦爾郡旗。它被康瓦爾人視為是身份的象徵，出現在汽車上，並飄揚在包括康瓦爾議會在內的建築物上。聖皮蘭節是每年3月5日舉行的節慶，是慶祝康瓦爾文化和歷史的重要節日。

### 語言

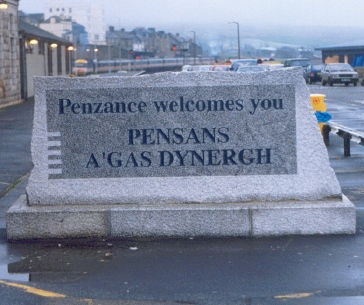
一枚在彭赞斯的歡迎牌，上面同時標有英語及康瓦爾語

康瓦爾語源於海島凱爾特語支的布立吞亞支語言。它與布列塔尼语相關，並也與威爾斯語有少許共同之處，但三種語言之間並沒有相互理解性。:481:195這種語言在康瓦爾地區作為共通語言存在，直到18世紀末被英語取代為止。受到英格兰宗教改革的政治及1549年的統一法令影響，在英格蘭王國境內被禁止以非英語進行的所有宗教儀式，康瓦爾語因此逐漸消失。:122康瓦爾語消亡時間並沒有被完全確定，但一般認為是公認的最後一位康瓦爾語為母語的漁婦多莉·彭特里思的死亡時間——1777年。:234-235:115-118
康瓦爾語的復興始1904年一位凱爾特語言愛好者亨利·詹納所出版的《康瓦爾語手冊》（Handbook of the Cornish Language）。:644他所建立的拼寫系統單一康瓦爾語基於18世紀的康瓦爾語。:486不過後來詹納的學生羅伯特·摩頓·南斯則將人流引導到16世紀時未受英文影響的中古康瓦爾語上，並為接下來的幾十年定下了語言基礎。:486隨著語言加速復興，學習康爾爾語的人對使用哪種形式的康瓦爾語存在分歧，並產生了四種分支：單一康瓦爾語（Unified Cornish）、單一康瓦爾語修訂版（Unified Cornish Revised）、現代康瓦爾語（Modern Cornish）和通用康瓦爾語（Kernewek Kemmyn）。到了2008年，四種分歧的康瓦爾語使用者商定出一個統一的書寫標準並加以使用。
康瓦爾語現在是一種正在復興並活躍的現代語言，但大多數說康瓦爾語的人是愛好者，而並非做為母語使用。:645在康瓦爾地區的日常生活中，人們大多使用一些帶有康瓦爾方言的英語為主。:243-244康瓦爾語的使用者分散在各個地理區域，因此在當地也沒有任何社區是以康瓦爾語作為主要共通語言使用。:645但康瓦爾語的使用仍可在康瓦爾的英國廣播公司本地無線電台的雙語節目中出現。:645並也有50所小學會教導康瓦爾語（截至2009年）。

### 文學與民俗
大不列顛素材曾描述過中世紀前期的康瓦爾，講述其有關傳奇凱爾特戰士歷史的民族神話，並也包含亚瑟王的故事。:482:360由蒙茅斯的杰弗里所撰寫的《不列颠诸王史》佐證了大不列顛素材一些內容，該書記錄了不列顛傳奇國王們的跨幅兩千年的故事，從特洛伊人建立古不列顛國家開始，一直延續到5世紀的盎格魯-撒克遜人入侵不列顛，迫使凱爾特布立吞人撤退到西岸，但近期被發現此書的內容並不可靠。:1雖然該書目前已被認為是虛構的作品，但該作品仍對康瓦爾人的身份認同產生了一定的影響。:355他的「歷史建構」將古凱爾特布立吞人刻劃為英雄，並在復興時為康瓦爾人與古老的凱爾特英雄之間建立了關係的橋樑。:355
康瓦爾的另一個民間傳說，是有關於從近現代早期到19世紀在康瓦爾地區活躍的海盜和走私的故事。:360康瓦爾的海盜們利用他們對當地海岸線的熟悉，以避風和錨地。:360對許多漁村來說，海盜提供的戰利品和走私品支撐起康瓦爾地區的地下經濟。:360
康瓦爾民間傳說中也有出現一些特殊的傳說生物，例如布卡斯、諾克爾和皮克西等。:253人們認為這些生物是來自18世紀時，挖掘錫礦的過程中頻繁發生的坍塌提供了超自然詮釋空間，或者是疲憊的礦工因為缺氧而產生的幻覺。:253

### 藝術

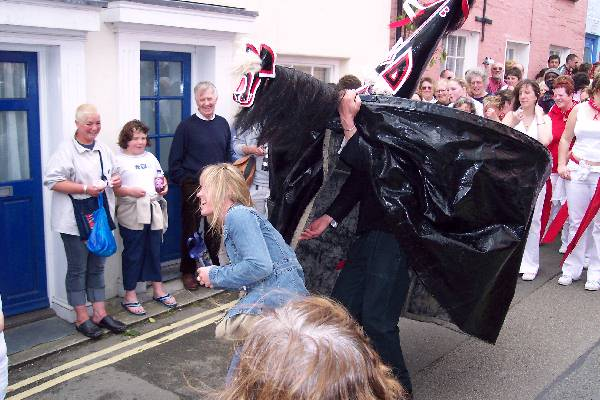
'Obby 'Oss festival是在帕德斯托每年五月一號所舉辦的節慶活動

在康瓦爾有許多可追溯到7至15世紀的凯尔特十字，並在現代和當代康瓦爾藝術中被用為靈感來源。在18世紀80年代，約翰·奧佩成為第一位廣受關注的康瓦爾畫家；他的作品在皇家艺术研究院展出，被約書亞·雷諾茲形容為「就像卡拉瓦乔和委拉斯開茲合體了一樣」。1877年，隨著大西部鐵路延伸，史丹霍普·福布斯和弗蘭克·布拉姆利兩人被康瓦爾的風光吸引並在該地定居，建立了紐林畫派。到了1920年代，陶藝家伯納德·里奇則在聖艾夫斯建立了自己的工作室。

### 宗教
古代康瓦爾人所信仰的是凱爾特多神教，這是主要由德魯伊教士所領導，一種認為萬物有靈的異教信仰。:348-349早期基督教在公元1世紀時就被認為已經存在於康瓦爾地區，但僅限於來訪的一些旅行者或訪客，被流放到锡利群岛的加利西亞神學家普里西利安可能曾來訪過。:6
公元520年，聖佩特羅克、威爾斯傳教士們以及來自愛爾蘭的蓋爾修道士和聖女將凱爾特基督教引入康瓦爾。:2:360在該時期，整個康瓦爾留下了許多花崗岩製的高十字的遺跡，以及不同康瓦爾聖人的獻身紀錄。:360
中世紀時，羅馬天主教在康瓦爾開始佔據主導地位，甚至到了17世紀康瓦爾人仍是「狂熱的羅馬天主教徒」，且不太接受當時爆發的天主教宗教改革。:482:180-181但後來康瓦爾人選擇接受了聖公宗，並促成當地人盎格魯化。:230在一些地區仍有如貴格會和浸信會等不同派別的新教徒。:25-28到了19世紀，因約翰·衛斯理的康瓦爾巡迴演講、鄉村的孤立環境和對康瓦爾人的品味和情懷相契合等緣故，英國國教會內的福音派復興運動衛斯理主義興起，並成為了當時康瓦爾人普遍信奉的基督教教派。:25-28:482:17現在仍多信仰採用衛斯理主義神學觀的循道宗。:228

### 食物

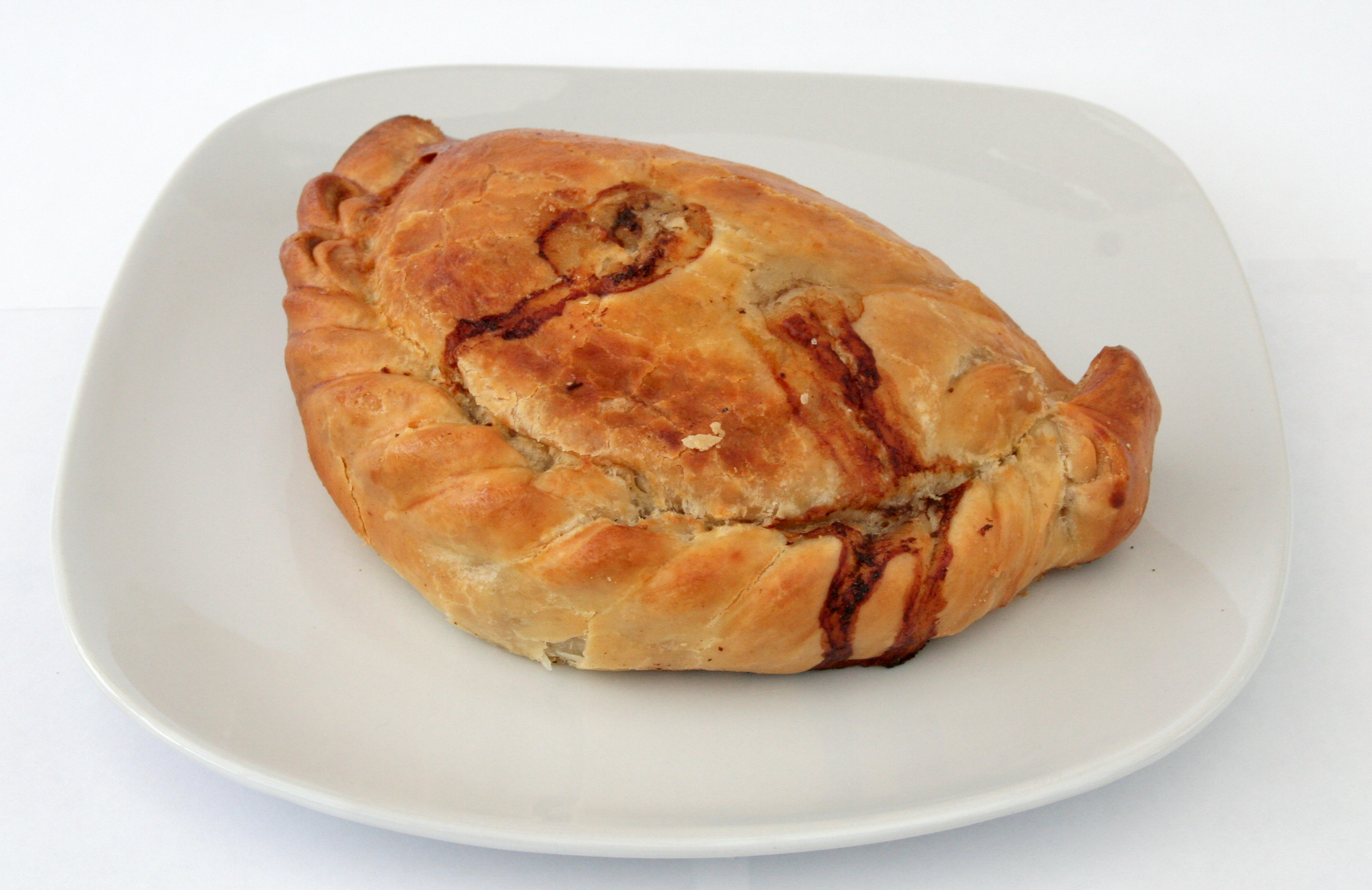
一份康瓦爾餡餅

康瓦爾的食物是英國飲食的一個地區變體，並大多由當地的特產為底所製作的簡易菜餚。:6:16當中最著名的是康瓦爾餡餅，由切塊的牛肉、馬鈴薯、洋蔥和瑞典蕪菁製作，並包裹在酥皮中烘烤而成。:16其起源的一種說法認為它是源自康瓦爾礦工的便攜午餐，其酥皮作為一個可丟棄的外層握把，礦工可以用手拿著皮，而不弄髒用來吃的內餡。:6
魚也是康瓦爾飲食中的重要元素之一，其國際商業捕撈在16世紀已經相當發達，每年都有大量的沙丁魚從康瓦爾出口到法國、義大利和西班牙。:6仰望星空派是一道偶爾出現在節慶中的康瓦爾菜餚，其料理中的魚頭或魚尾會豎立或從在酥皮旁突出。:8:16而藏紅花包也是一種起源於康瓦爾的甜麵包。:231

### 體育活動

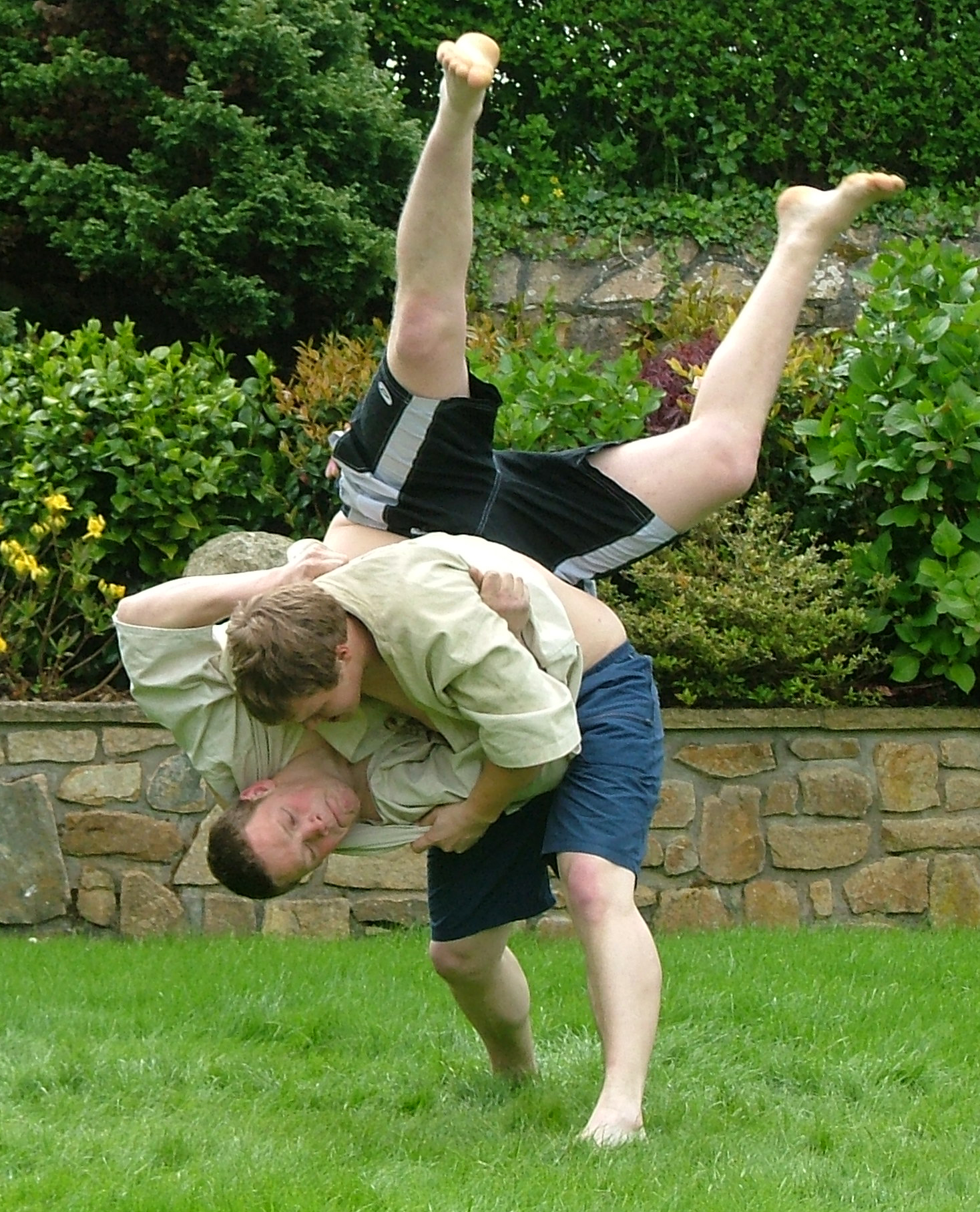
康瓦爾摔角是一種源自於康瓦爾地區的接觸性民間武術

由於康瓦爾地區主要由農村人口組成且人數較少，因此康瓦爾人對英國體育的貢獻有限。:10其中康瓦爾郡足球協會下屬的球隊並沒有參加英格兰足球联赛；康瓦爾郡板球俱樂部則作為英格蘭板球下一個次要縣份比賽。:10
橄欖球是當中與康瓦爾精神最為相關的運動項目，被視為是「民族身份的重要標誌」。:221自20世紀以來，康瓦爾的橄欖球是該地最受歡迎的觀賞和團隊運動之一，專業康瓦爾橄欖球運動員被形容擁有「強大的力量」，並「在思想和行動上天生獨立，然而卻是堅定的英國愛國主義，他們的頂級球員以驕傲和熱情代表英格蘭出賽」。:10
康瓦爾摔角是一種地方性、民間風格的角力或武術。:221康瓦爾摔角協會成立於1923年，旨在標準化這項運動的規則，並在康瓦爾和全世界推廣康瓦爾摔角。康瓦爾摔角同康瓦爾曲棍球（一種在地化的中世紀足球），被視為具有明顯凱爾特特色的運動，緊密地與康瓦爾身份聯繫在一起。:221
衝浪在20世紀晚期時在康瓦爾流行起來，現在也與康瓦爾文化密切相關。:221surfbbc康瓦爾海岸環繞的海浪是由大西洋的低壓系統形成的，低壓自西向東製造了強勁的浪潮，在當地沿岸的一些地區創造了多個絕佳的衝浪環境。紐奎經常舉辦多項世界級衝浪賽事，被譽為是「頂級衝浪小鎮」之一。

## 機構和政治

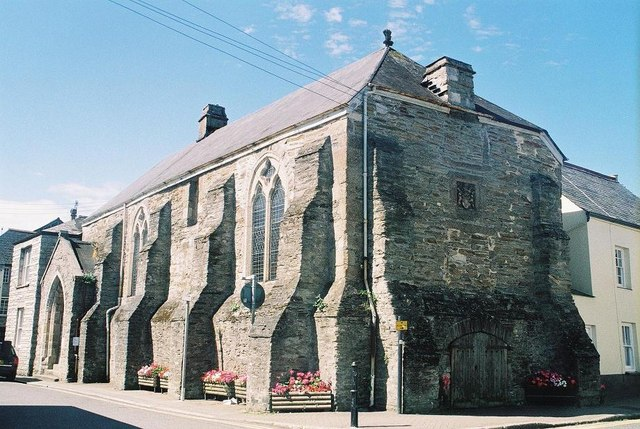
位於洛斯特威希爾的前康瓦爾公國宮殿遺跡，該宮殿在1265—1874年間是康瓦爾公爵的行政所在地

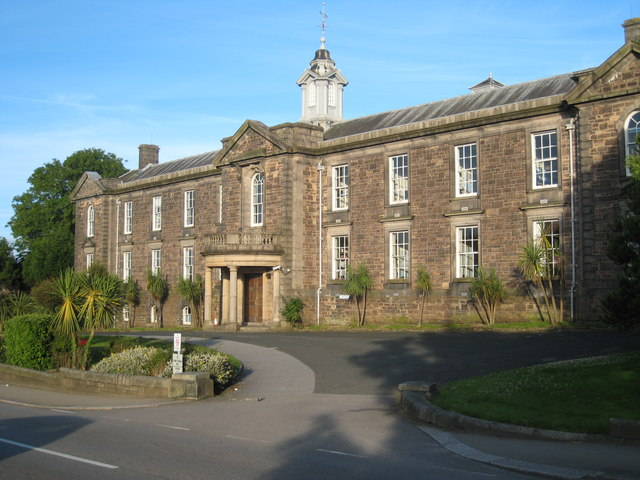
在特魯羅的前康瓦爾議會所在地

康瓦爾的政治活動發生在更廣闊的英國政治及歐洲聯盟的框架裡，包含在由英國君主作為國家元首，英國首相擔任政府首腦的君主立憲制下。康瓦爾的政治以自由主義的長期傳統為其特徵。:379
歷史上重要的機構包括康瓦爾公國、康瓦爾錫礦法院和議會。中世紀時期，約翰、愛德華一世和愛德華三世等君主連續頒布的皇家特許狀持續賦予了錫礦法庭和議會相關的古老特權。錫礦法庭管理衡平法，並藉由其特殊的法律和法律豁免權，來管理所有與康瓦爾的錫礦和錫貿易有關的事務。康瓦爾的礦工事實上免於倫敦威斯敏斯特宫的司法管轄，除非牽涉到土地、生命或肢體。隨著康瓦爾的錫礦在18世紀和19世紀失去其經濟重要性，該制度也失去了政治權力。最後一次錫礦議會於1752年在特魯羅舉行，中間經過休會，並持續到1753年9月11日為止。
在19世紀，自由黨領導著整個大不列顛島的政治，康瓦爾也不例外；但在康瓦爾西部社会主义則是獲得了有限度的支持。:9, 30在第一次世界大戰後，工黨開始獲得了優勢。:25康瓦爾的民族主義（或地区主义）可以追溯到19世紀末的愛爾蘭自治法案開始，由康瓦爾自治運動所代表，目標是促進康瓦爾成為康瓦爾人的祖國、並爭取權力下放，使其成為英國的第五個英國的構成國，而不是絕對的分離主義。:106:483但也有一些康瓦爾民族主義者更為激進，宣稱康瓦爾具有其歷史憲法特異性，歐洲聯盟的法律對康瓦爾具有或應具有管轄權，直到康瓦爾主權獲得承認為止。:483康瓦爾民族主義的普及起因於1920年代對康瓦爾語的重新關注，這促使了凱爾特文化的復興，並使康瓦爾民族主義於1970年代出現。:483英國於1973年加入欧洲经济共同体後，有人主張應該給予康瓦爾他們自己的分權國家議會——康瓦爾議會，並與威爾斯議會的地位相當。:106:483
康瓦爾之子—為了康瓦爾黨是一個位於康瓦爾的左翼政黨，成立於1951年。其主要目標是通過建立一個康瓦爾立法議會來實現康瓦爾的更大自治。截至2009年，該黨在英国下议院中沒有當選的議員，但在2009年英國地方選舉中在康瓦爾議會的議員選舉中獲得4％的選票，落後於保守黨（34%）、自由民主黨（28%）和獨立的候選人（23%）。到了2021年則獲得了5.3％的選票及五個議員位置。自2009年英格蘭地方政府的結構變革以來，康瓦爾郡成為了單一管理區，而議會則開始負責當地政策的執行、審議和立法，設定議會稅和分配預算。

## 外部連結
- 康瓦爾議會官方網站 （页面存档备份，存于）